# 光丘真理
光丘 真理（みつおか まり、1957年12月11日 - ）は、日本の児童文学作家、元女優、東京デザイナー学院講師。
劇団文学座17期生。宮城県仙台市出身。

## 来歴・人物
実家はかつて松島で旅館を経営。娘に旅館を継がせようと考えていた母親は娘の芸能界入りに反対していたが、デビュー後に親も旅館を畳んで一緒に上京し、娘と共に生活していた。
宮城県第一女子高等学校（現・宮城県宮城第一高等学校）卒業後上京し、劇団青俳入団。1977年に青俳を退団し、文学座の研究生になる。同年に山脇学園短期大学食物科に入学。1978年3月、文学座研究生を卒業し、同年4月から文学座正座員となる。その後1978年のドラマ『瀬戸の花嫁』で、公募で約500人の中から主演に選ばれ女優としてデビューする。舞台やドラマで活動した後作家に。児童文芸家協会創作コンクール第7回、第9回優秀賞受賞。
- 日本児童文芸家協会所属
- 日本文藝家協会所属

## 出演作品

### テレビドラマ
- 瀬戸の花嫁（1978年、CX） - 主演・神川いつ子[4]
- 日本巌窟王（1979年、NHK） - お梶の娘
- 江戸の旋風（CX）
  - 同心部屋御用帳 江戸の旋風IV 第9話「生き返った大黒様」（1979年） - お久美
  - 新・江戸の旋風 第26話「猫が小判を持って来た」（1980年） - お松
- 伝七捕物帳（1979年、ANB）
  - 第5話「闇に消えた父娘星」 - おえい
  - 第27話「翔んで翔んで江戸払い」 - おはな
- 遠山の金さん 第22話「いれずみ無情」（1979年、ANB） - おみつ、おとよ
- 陽はまた昇る 第4話「矢車草とオートバイ」（1979年、CX） - 牧原由美子
- 銭形平次 （CX）
  - 第668話「危機一髪! 辰の下刻」（1979年）
  - 第830話「みちのく御用旅」（1982年） - おたえ
- マー姉ちゃん（1979年、NHK） - 小林道子
- 大空港 第41話「愛よ大空に散れ! 特捜部対ヤクザの斗いパートIII」（1979年、CX） - 杉林なつこ
- 太陽にほえろ! 第379話「旅の夢」（1979年、NTV） - 山口久美子
- 江戸の牙 第5話「悲壮 命買います」（1979年、ANB） - およう
- 長七郎天下ご免! 第4話「変身! 炎の京人形」（1979年、ANB） - お静
- 雪姫隠密道中記 第9話「妹想いのドジな奴 - 倉敷 -」（1980年、MBS） - お千代
- 大江戸捜査網 第338話「決死の御金蔵破り」（1980年、12ch）
- 猿飛佐助 第5話「甲賀忍法 火炎大車輪」（1980年、NTV） - 志乃
- 新五捕物帳 第116話「百両を拾った男」（1980年、NTV）
- 旅がらす事件帖 第19話「道中奉行を殺せ!」（1981年、KTV）

### その他のテレビ番組
- ジュニア大全科（NHK）

## 作品リスト
- シャイン・キッズ（絵:武田綾子、2001年、岩崎書店）
- ミニモニ。大好きっ!（全5巻、竹書房）
- 四文字のひみつ（絵:栗原一実、2005年、岩崎書店）
- トリオでテレパシー 学園を守れ!（画:あいかわ奏、2006年、岩崎書店）
- トリオでテレパシー 夢よ、輝け!（画:あいかわ奏、2007年、岩崎書店）
- コスモス 二番目に好きなもの（2007年、ピュアフル文庫）
- トリオでテレパシー 時よ、よみがえれ!（画:あいかわ奏、2008年、岩崎書店）
- コスモス 七番目に出会った人（2008年、ピュアフル文庫）
- 星空のした、君と手をつなぐ（2009年、ピュアフル文庫）
- あいたい（絵:武田綾子、2009年、文研出版）
- タンポポ あの日をわすれないで（絵:山本省三、2011年、文研出版）
- いとをかし!百人一首 平安時代へタイムスリップ（画:甘塩コメコ、2011年、集英社みらい文庫）
- いとをかし!百人一首 紫式部がトツゲキ取材!?（画:甘塩コメコ、2012年、集英社みらい文庫）
- いとをかし!百人一首 天才・蝉丸がやってきた!（画:甘塩コメコ、2012年、集英社みらい文庫）
- いとをかし!百人一首 届け! 千年のミラクル☆ラブ（画:甘塩コメコ、2013年、集英社みらい文庫）